# Tour du Pays basque 2023
Le Tour du Pays basque 2023 est la 61e édition de cette course cycliste sur route masculine. La compétition a lieu du 3 avril au 8 avril 2023, entre Vitoria-Gasteiz et Eibar en Espagne. Le parcours comprend un total de six étapes tracées sur une distance totale de 992 kilomètres.
La course fait partie du calendrier UCI World Tour 2023 en catégorie 2.UWT.

## Présentation

### Parcours
Les six étapes sont toutes très accidentées et comportent un total de 26 cols répertoriés : trois de première catégorie, sept de deuxième catégorie et seize de troisième catégorie mais ne se terminent par aucune arrivée au sommet si ce n'est la rampe finale de la troisième étape.

### Étapes
| Étape     | Date   | Villes étapes                         | type                      | Distance (km) | Dénivelé (m) | Vainqueur d'étape | Leader du classement général |
| --------- | ------ | ------------------------------------- | ------------------------- | ------------- | ------------ | ----------------- | ---------------------------- |
| 1re étape | 3 avr. | Vitoria-Gasteiz – Labastida           | étape de moyenne montagne | 165,4         | 2 514 m      | Ethan Hayter      | Ethan Hayter                 |
| 2e étape  | 4 avr. | Viana – Leitza                        | étape de montagne         | 193,8         | 3 261 m      | Ide Schelling     | Ide Schelling                |
| 3e étape  | 5 avr. | Errenteria – Villabona                | étape de moyenne montagne | 153,9         | 2 586 m      | Jonas Vingegaard  | Jonas Vingegaard             |
| 4e étape  | 6 avr. | Santurtzi – Santurtzi                 | étape de moyenne montagne | 175,7         | 3 091 m      | Jonas Vingegaard  | Jonas Vingegaard             |
| 5e étape  | 7 avr. | Amorebieta-Etxano – Amorebieta-Etxano | étape de montagne         | 165,9         | 3 260 m      | Sergio Higuita    | Jonas Vingegaard             |
| 6e étape  | 8 avr. | Eibar – Eibar                         | étape de montagne         | 137,8         | 3 472 m      | Jonas Vingegaard  | Jonas Vingegaard             |

### Équipes
En tant qu'épreuve World Tour, les 18 équipes World Tour participent automatiquement à la course. Par ailleurs, l'organisateur a également convié cinq équipes UCI ProTeams.
| WorldTeams (18)- AG2R Citroën Team - Alpecin-Deceuninck - Astana Qazaqstan Team - Bahrain Victorious - Bora-Hansgrohe - Cofidis - EF Education-EasyPost - Groupama-FDJ - Ineos Grenadiers - Intermarché-Circus-Wanty - Jumbo-Visma - Movistar Team - Soudal Quick-Step - Arkéa-Samsic - Team Jayco AlUla - Team DSM - Trek-Segafredo - UAE Team Emirates ProTeams (5)- Burgos-BH - Caja Rural-Seguros RGA - Equipo Kern Pharma - Euskaltel-Euskadi - TotalEnergies |
| |

### Favoris et principaux participants
Les favoris les plus souvent cités pour la victoire finale sont le vainqueur du Tour de France 2022 Jonas Vingegaard (Jumbo–Visma), David Gaudu (Groupama FDJ), Enric Mas (Movistar), Simon Yates (Jayco AlUla), Mikel Landa et Pello Bilbao (Bahrain Victorious), Richard Carapaz (EF Education), Rui Costa (Intermarché Wanty Gobert), Ion Izagirre (Cofidis), Marc Soler (UAE Emirates), Sergio Higuita (Bora Hansgrohe) ainsi que le vainqueur sortant Daniel Martínez (Ineos Grenadiers).

## Déroulement de la course

### 1reétape
La première échappée de ce tour 2023 est composée de trois Espagnols : Jon Barrenetxea (Caja Rural), Cristian Rodríguez (Arkéa Samsic) et Txomin Juaristi (Euskaltel-Euskadi). Les fuyards sont repris à 30 kilomètres de l'arrivée. La victoire se joue au sprint. Bien emmené par son équipier Omar Fraile jusqu'aux cent mètres, le Britannique Ethan Hayter (Ineos Grenadiers) remporte l'étape. 
| \| Classement de l'étape \| Classement de l'étape \| Classement de l'étape \| Classement de l'étape \| Classement de l'étape \| \| Coureur \| Coureur \| Pays \| Équipe \| Temps \| \| --------------------- \| --------------------- \| --------------------- \| ---------------------- \| --------------------- \| \| 1er \| Ethan Hayter \| Royaume-Uni \| Ineos Grenadiers \| 4 h 01 min 24 s \| \| 2e \| Mauro Schmid \| Suisse \| Soudal Quick-Step \| + 0 s \| \| 3e \| Jon Aberasturi \| Espagne \| Trek-Segafredo \| + 0 s \| \| 4e \| Alex Aranburu \| Espagne \| Movistar Team \| + 0 s \| \| 5e \| Orluis Aular \| Venezuela \| Caja Rural-Seguros RGA \| + 0 s \| \| 6e \| Richard Carapaz \| Équateur \| EF Education-EasyPost \| + 0 s \| \| 7e \| Quinten Hermans \| Belgique \| Alpecin-Deceuninck \| + 0 s \| \| 8e \| Gonzalo Serrano \| Espagne \| Movistar Team \| + 0 s \| \| 9e \| Mattias Skjelmose \| Danemark \| Trek-Segafredo \| + 0 s \| \| 10e \| Christian Scaroni \| Italie \| Astana Qazaqstan Team \| + 0 s \| |                   |             |                        |                 |
| |                   |             |                        |                 |
| Source : ProCyclingStats |                   |             |                        |                 |
| Classement de l'étape |                   |             |                        |                 |
| Coureur | Coureur           | Pays        | Équipe                 | Temps           |
| 1er | Ethan Hayter      | Royaume-Uni | Ineos Grenadiers       | 4 h 01 min 24 s |
| 2e | Mauro Schmid      | Suisse      | Soudal Quick-Step      | + 0 s           |
| 3e | Jon Aberasturi    | Espagne     | Trek-Segafredo         | + 0 s           |
| 4e | Alex Aranburu     | Espagne     | Movistar Team          | + 0 s           |
| 5e | Orluis Aular      | Venezuela   | Caja Rural-Seguros RGA | + 0 s           |
| 6e | Richard Carapaz   | Équateur    | EF Education-EasyPost  | + 0 s           |
| 7e | Quinten Hermans   | Belgique    | Alpecin-Deceuninck     | + 0 s           |
| 8e | Gonzalo Serrano   | Espagne     | Movistar Team          | + 0 s           |
| 9e | Mattias Skjelmose | Danemark    | Trek-Segafredo         | + 0 s           |
| 10e | Christian Scaroni | Italie      | Astana Qazaqstan Team  | + 0 s           |

| \| Classement général \| Classement général \| Classement général \| Classement général \| Classement général \| \| Coureur \| Coureur \| Pays \| Équipe \| Temps \| \| ------------------ \| ------------------ \| ------------------ \| ---------------------- \| ------------------ \| \| 1er \| Ethan Hayter \| Royaume-Uni \| Ineos Grenadiers \| 4 h 01 min 14 s \| \| 2e \| Mauro Schmid \| Suisse \| Soudal Quick-Step \| + 4 s \| \| 3e \| Jon Aberasturi \| Espagne \| Trek-Segafredo \| + 6 s \| \| 4e \| Daniel Martínez \| Colombie \| Ineos Grenadiers \| + 7 s \| \| 5e \| Jonas Vingegaard \| Danemark \| Jumbo-Visma \| + 8 s \| \| 6e \| Marc Soler \| Espagne \| UAE Team Emirates \| + 9 s \| \| 7e \| Cristian Rodríguez \| Espagne \| Arkéa-Samsic \| + 9 s \| \| 8e \| Alex Aranburu \| Espagne \| Movistar Team \| + 10 s \| \| 9e \| Orluis Aular \| Venezuela \| Caja Rural-Seguros RGA \| + 10 s \| \| 10e \| Richard Carapaz \| Équateur \| EF Education-EasyPost \| + 10 s \| |                    |             |                        |                 |
| |                    |             |                        |                 |
| Source : ProCyclingStats |                    |             |                        |                 |
| Classement général |                    |             |                        |                 |
| Coureur | Coureur            | Pays        | Équipe                 | Temps           |
| 1er | Ethan Hayter       | Royaume-Uni | Ineos Grenadiers       | 4 h 01 min 14 s |
| 2e | Mauro Schmid       | Suisse      | Soudal Quick-Step      | + 4 s           |
| 3e | Jon Aberasturi     | Espagne     | Trek-Segafredo         | + 6 s           |
| 4e | Daniel Martínez    | Colombie    | Ineos Grenadiers       | + 7 s           |
| 5e | Jonas Vingegaard   | Danemark    | Jumbo-Visma            | + 8 s           |
| 6e | Marc Soler         | Espagne     | UAE Team Emirates      | + 9 s           |
| 7e | Cristian Rodríguez | Espagne     | Arkéa-Samsic           | + 9 s           |
| 8e | Alex Aranburu      | Espagne     | Movistar Team          | + 10 s          |
| 9e | Orluis Aular       | Venezuela   | Caja Rural-Seguros RGA | + 10 s          |
| 10e | Richard Carapaz    | Équateur    | EF Education-EasyPost  | + 10 s          |

### 2eétape
En début d'étape, six échappés comptent rapidement cinq minutes d'avance sur le peloton avant que celui-ci ne réagisse. À 47 km du terme, Mikel Landa se détache du peloton, rattrape puis distance les échappés mais il est repris par le peloton à 18 kilomètres de l'arrivée. Ensuite, plusieurs coureurs dont principalement Lilian Calmejane et Abel Balderstone s'isolent en tête de la course mais un regroupement général s'opère à 6 km du but. Dans un final descendant et sinueux qualifié de dangereux par plusieurs coureurs, Ide Schelling s'impose en force et s'empare du maillot de leader du classement général.
| \| Classement de l'étape \| Classement de l'étape \| Classement de l'étape \| Classement de l'étape \| Classement de l'étape \| \| Coureur \| Coureur \| Pays \| Équipe \| Temps \| \| --------------------- \| --------------------- \| --------------------- \| --------------------- \| --------------------- \| \| 1er \| Ide Schelling \| Pays-Bas \| Bora-Hansgrohe \| 4 h 53 min 33 s \| \| 2e \| Matteo Sobrero \| Italie \| Team Jayco AlUla \| + 0 s \| \| 3e \| David Gaudu \| France \| Groupama-FDJ \| + 0 s \| \| 4e \| Alex Aranburu \| Espagne \| Movistar Team \| + 0 s \| \| 5e \| Brandon McNulty \| États-Unis \| UAE Team Emirates \| + 0 s \| \| 6e \| Andrea Bagioli \| Italie \| Soudal Quick-Step \| + 0 s \| \| 7e \| Rigoberto Urán \| Colombie \| EF Education-EasyPost \| + 0 s \| \| 8e \| Christian Scaroni \| Italie \| Astana Qazaqstan Team \| + 0 s \| \| 9e \| Simon Guglielmi \| France \| Arkéa-Samsic \| + 0 s \| \| 10e \| Ruben Guerreiro \| Portugal \| Movistar Team \| + 0 s \| |                   |            |                       |                 |
| |                   |            |                       |                 |
| Source : ProCyclingStats |                   |            |                       |                 |
| Classement de l'étape |                   |            |                       |                 |
| Coureur | Coureur           | Pays       | Équipe                | Temps           |
| 1er | Ide Schelling     | Pays-Bas   | Bora-Hansgrohe        | 4 h 53 min 33 s |
| 2e | Matteo Sobrero    | Italie     | Team Jayco AlUla      | + 0 s           |
| 3e | David Gaudu       | France     | Groupama-FDJ          | + 0 s           |
| 4e | Alex Aranburu     | Espagne    | Movistar Team         | + 0 s           |
| 5e | Brandon McNulty   | États-Unis | UAE Team Emirates     | + 0 s           |
| 6e | Andrea Bagioli    | Italie     | Soudal Quick-Step     | + 0 s           |
| 7e | Rigoberto Urán    | Colombie   | EF Education-EasyPost | + 0 s           |
| 8e | Christian Scaroni | Italie     | Astana Qazaqstan Team | + 0 s           |
| 9e | Simon Guglielmi   | France     | Arkéa-Samsic          | + 0 s           |
| 10e | Ruben Guerreiro   | Portugal   | Movistar Team         | + 0 s           |

| \| Classement général \| Classement général \| Classement général \| Classement général \| Classement général \| \| Coureur \| Coureur \| Pays \| Équipe \| Temps \| \| ------------------ \| ------------------ \| ------------------ \| --------------------- \| ------------------ \| \| 1er \| Ide Schelling \| Pays-Bas \| Bora-Hansgrohe \| 8 h 54 min 47 s \| \| 2e \| Matteo Sobrero \| Italie \| Team Jayco AlUla \| + 4 s \| \| 3e \| David Gaudu \| France \| Groupama-FDJ \| + 6 s \| \| 4e \| Mikel Landa \| Espagne \| Bahrain Victorious \| + 7 s \| \| 5e \| Jonas Vingegaard \| Danemark \| Jumbo-Visma \| + 8 s \| \| 6e \| Alex Aranburu \| Espagne \| Movistar Team \| + 10 s \| \| 7e \| Andrea Bagioli \| Italie \| Soudal Quick-Step \| + 10 s \| \| 8e \| Christian Scaroni \| Italie \| Astana Qazaqstan Team \| + 10 s \| \| 9e \| Mattias Skjelmose \| Danemark \| Trek-Segafredo \| + 10 s \| \| 10e \| Richard Carapaz \| Équateur \| EF Education-EasyPost \| + 10 s \| |                   |          |                       |                 |
| |                   |          |                       |                 |
| Source : ProCyclingStats |                   |          |                       |                 |
| Classement général |                   |          |                       |                 |
| Coureur | Coureur           | Pays     | Équipe                | Temps           |
| 1er | Ide Schelling     | Pays-Bas | Bora-Hansgrohe        | 8 h 54 min 47 s |
| 2e | Matteo Sobrero    | Italie   | Team Jayco AlUla      | + 4 s           |
| 3e | David Gaudu       | France   | Groupama-FDJ          | + 6 s           |
| 4e | Mikel Landa       | Espagne  | Bahrain Victorious    | + 7 s           |
| 5e | Jonas Vingegaard  | Danemark | Jumbo-Visma           | + 8 s           |
| 6e | Alex Aranburu     | Espagne  | Movistar Team         | + 10 s          |
| 7e | Andrea Bagioli    | Italie   | Soudal Quick-Step     | + 10 s          |
| 8e | Christian Scaroni | Italie   | Astana Qazaqstan Team | + 10 s          |
| 9e | Mattias Skjelmose | Danemark | Trek-Segafredo        | + 10 s          |
| 10e | Richard Carapaz   | Équateur | EF Education-EasyPost | + 10 s          |

### 3eétape
À moins de dix kilomètres de l'arrivée, le champion de Colombie Esteban Chaves (EF Education) s'isole en tête. Il est rapidement rejoint par le Britannique James Knox (Soudal Quick-Step) et l'Espagnol Juan Pedro López (Trek Segafredo) mais le trio est rejoint au pied de la dernière montée. La rampe d'arrivée étire fortement le peloton. Le Danois Jonas Vingegaard accélère dans les derniers mètres pour s'imposer devant les Espagnols Mikel Landa et Enric Mas et s'emparer du maillot jaune.
| \| Classement de l'étape \| Classement de l'étape \| Classement de l'étape \| Classement de l'étape \| Classement de l'étape \| \| Coureur \| Coureur \| Pays \| Équipe \| Temps \| \| --------------------- \| --------------------- \| --------------------- \| --------------------- \| --------------------- \| \| 1er \| Jonas Vingegaard \| Danemark \| Jumbo-Visma \| 3 h 51 min 58 s \| \| 2e \| Mikel Landa \| Espagne \| Bahrain Victorious \| + 2 s \| \| 3e \| Enric Mas \| Espagne \| Movistar Team \| + 2 s \| \| 4e \| Ion Izagirre \| Espagne \| Cofidis \| + 8 s \| \| 5e \| David Gaudu \| France \| Groupama-FDJ \| + 8 s \| \| 6e \| Mattias Skjelmose \| Danemark \| Trek-Segafredo \| + 10 s \| \| 7e \| Felix Gall \| Autriche \| AG2R Citroën Team \| + 12 s \| \| 8e \| Andrea Bagioli \| Italie \| Soudal Quick-Step \| + 13 s \| \| 9e \| Simon Yates \| Royaume-Uni \| Team Jayco AlUla \| + 13 s \| \| 10e \| Alex Aranburu \| Espagne \| Movistar Team \| + 13 s \| |                   |             |                    |                 |
| |                   |             |                    |                 |
| Source : ProCyclingStats |                   |             |                    |                 |
| Classement de l'étape |                   |             |                    |                 |
| Coureur | Coureur           | Pays        | Équipe             | Temps           |
| 1er | Jonas Vingegaard  | Danemark    | Jumbo-Visma        | 3 h 51 min 58 s |
| 2e | Mikel Landa       | Espagne     | Bahrain Victorious | + 2 s           |
| 3e | Enric Mas         | Espagne     | Movistar Team      | + 2 s           |
| 4e | Ion Izagirre      | Espagne     | Cofidis            | + 8 s           |
| 5e | David Gaudu       | France      | Groupama-FDJ       | + 8 s           |
| 6e | Mattias Skjelmose | Danemark    | Trek-Segafredo     | + 10 s          |
| 7e | Felix Gall        | Autriche    | AG2R Citroën Team  | + 12 s          |
| 8e | Andrea Bagioli    | Italie      | Soudal Quick-Step  | + 13 s          |
| 9e | Simon Yates       | Royaume-Uni | Team Jayco AlUla   | + 13 s          |
| 10e | Alex Aranburu     | Espagne     | Movistar Team      | + 13 s          |

| \| Classement général \| Classement général \| Classement général \| Classement général \| Classement général \| \| Coureur \| Coureur \| Pays \| Équipe \| Temps \| \| ------------------ \| ------------------ \| ------------------ \| ------------------ \| ------------------ \| \| 1er \| Jonas Vingegaard \| Danemark \| Jumbo-Visma \| 12 h 46 min 43 s \| \| 2e \| Mikel Landa \| Espagne \| Bahrain Victorious \| + 5 s \| \| 3e \| David Gaudu \| France \| Groupama-FDJ \| + 16 s \| \| 4e \| Ion Izagirre \| Espagne \| Cofidis \| + 20 s \| \| 5e \| Enric Mas \| Espagne \| Movistar Team \| + 21 s \| \| 6e \| Mattias Skjelmose \| Danemark \| Trek-Segafredo \| + 22 s \| \| 7e \| Matteo Sobrero \| Italie \| Team Jayco AlUla \| + 23 s \| \| 8e \| Alex Aranburu \| Espagne \| Movistar Team \| + 25 s \| \| 9e \| Andrea Bagioli \| Italie \| Soudal Quick-Step \| + 25 s \| \| 10e \| Rémy Rochas \| France \| Cofidis \| + 25 s \| |                   |          |                    |                  |
| |                   |          |                    |                  |
| Source : ProCyclingStats |                   |          |                    |                  |
| Classement général |                   |          |                    |                  |
| Coureur | Coureur           | Pays     | Équipe             | Temps            |
| 1er | Jonas Vingegaard  | Danemark | Jumbo-Visma        | 12 h 46 min 43 s |
| 2e | Mikel Landa       | Espagne  | Bahrain Victorious | + 5 s            |
| 3e | David Gaudu       | France   | Groupama-FDJ       | + 16 s           |
| 4e | Ion Izagirre      | Espagne  | Cofidis            | + 20 s           |
| 5e | Enric Mas         | Espagne  | Movistar Team      | + 21 s           |
| 6e | Mattias Skjelmose | Danemark | Trek-Segafredo     | + 22 s           |
| 7e | Matteo Sobrero    | Italie   | Team Jayco AlUla   | + 23 s           |
| 8e | Alex Aranburu     | Espagne  | Movistar Team      | + 25 s           |
| 9e | Andrea Bagioli    | Italie   | Soudal Quick-Step  | + 25 s           |
| 10e | Rémy Rochas       | France   | Cofidis            | + 25 s           |

### 4eétape
L'échappée du jour est reprise à 27 kilomètres de l'arrivée, au pied du col de La Asturiana. Le maillot jaune Jonas Vingegaard attaque à une vingtaine de kilomètres de l'arrivée et à cinq kilomètres de ce col. Seul, Mikel Landa peut le suivre. Le duo compte jusqu'à une trentaine de secondes d'avance sur ses poursuivants qui finissent par se regrouper. L'écart s'amenuise dans la descente pour ne plus compter que deux petites secondes sur la ligne d'arrivée où Vingegaard s'impose pour la seconde journée consécutive.
| \| Classement de l'étape \| Classement de l'étape \| Classement de l'étape \| Classement de l'étape \| Classement de l'étape \| \| Coureur \| Coureur \| Pays \| Équipe \| Temps \| \| --------------------- \| --------------------- \| --------------------- \| --------------------- \| --------------------- \| \| 1er \| Jonas Vingegaard \| Danemark \| Jumbo-Visma \| 3 h 51 min 58 s \| \| 2e \| Mikel Landa \| Espagne \| Bahrain Victorious \| + 0 s \| \| 3e \| Mauro Schmid \| Suisse \| Soudal Quick-Step \| + 2 s \| \| 4e \| Matteo Sobrero \| Italie \| Team Jayco AlUla \| + 2 s \| \| 5e \| Brandon McNulty \| États-Unis \| UAE Team Emirates \| + 2 s \| \| 6e \| Rigoberto Urán \| Colombie \| EF Education-EasyPost \| + 2 s \| \| 7e \| David Gaudu \| France \| Groupama-FDJ \| + 2 s \| \| 8e \| Felix Gall \| Autriche \| AG2R Citroën Team \| + 2 s \| \| 9e \| Clément Champoussin \| France \| Arkéa-Samsic \| + 2 s \| \| 10e \| Mattias Skjelmose \| Danemark \| Trek-Segafredo \| + 2 s \| |                     |            |                       |                 |
| |                     |            |                       |                 |
| Source : ProCyclingStats |                     |            |                       |                 |
| Classement de l'étape |                     |            |                       |                 |
| Coureur | Coureur             | Pays       | Équipe                | Temps           |
| 1er | Jonas Vingegaard    | Danemark   | Jumbo-Visma           | 3 h 51 min 58 s |
| 2e | Mikel Landa         | Espagne    | Bahrain Victorious    | + 0 s           |
| 3e | Mauro Schmid        | Suisse     | Soudal Quick-Step     | + 2 s           |
| 4e | Matteo Sobrero      | Italie     | Team Jayco AlUla      | + 2 s           |
| 5e | Brandon McNulty     | États-Unis | UAE Team Emirates     | + 2 s           |
| 6e | Rigoberto Urán      | Colombie   | EF Education-EasyPost | + 2 s           |
| 7e | David Gaudu         | France     | Groupama-FDJ          | + 2 s           |
| 8e | Felix Gall          | Autriche   | AG2R Citroën Team     | + 2 s           |
| 9e | Clément Champoussin | France     | Arkéa-Samsic          | + 2 s           |
| 10e | Mattias Skjelmose   | Danemark   | Trek-Segafredo        | + 2 s           |

| \| Classement général \| Classement général \| Classement général \| Classement général \| Classement général \| \| Coureur \| Coureur \| Pays \| Équipe \| Temps \| \| ------------------ \| ------------------ \| ------------------ \| ------------------ \| ------------------ \| \| 1er \| Jonas Vingegaard \| Danemark \| Jumbo-Visma \| 17 h 08 min 56 s \| \| 2e \| Mikel Landa \| Espagne \| Bahrain Victorious \| + 12 s \| \| 3e \| David Gaudu \| France \| Groupama-FDJ \| + 31 s \| \| 4e \| Matteo Sobrero \| Italie \| Team Jayco AlUla \| + 33 s \| \| 5e \| Ion Izagirre \| Espagne \| Cofidis \| + 33 s \| \| 6e \| Enric Mas \| Espagne \| Movistar Team \| + 36 s \| \| 7e \| Mattias Skjelmose \| Danemark \| Trek-Segafredo \| + 37 s \| \| 8e \| Brandon McNulty \| États-Unis \| UAE Team Emirates \| + 38 s \| \| 9e \| Simon Yates \| Royaume-Uni \| Team Jayco AlUla \| + 39 s \| \| 10e \| James Knox \| Royaume-Uni \| Soudal Quick-Step \| + 46 s \| |                   |             |                    |                  |
| |                   |             |                    |                  |
| Source : ProCyclingStats |                   |             |                    |                  |
| Classement général |                   |             |                    |                  |
| Coureur | Coureur           | Pays        | Équipe             | Temps            |
| 1er | Jonas Vingegaard  | Danemark    | Jumbo-Visma        | 17 h 08 min 56 s |
| 2e | Mikel Landa       | Espagne     | Bahrain Victorious | + 12 s           |
| 3e | David Gaudu       | France      | Groupama-FDJ       | + 31 s           |
| 4e | Matteo Sobrero    | Italie      | Team Jayco AlUla   | + 33 s           |
| 5e | Ion Izagirre      | Espagne     | Cofidis            | + 33 s           |
| 6e | Enric Mas         | Espagne     | Movistar Team      | + 36 s           |
| 7e | Mattias Skjelmose | Danemark    | Trek-Segafredo     | + 37 s           |
| 8e | Brandon McNulty   | États-Unis  | UAE Team Emirates  | + 38 s           |
| 9e | Simon Yates       | Royaume-Uni | Team Jayco AlUla   | + 39 s           |
| 10e | James Knox        | Royaume-Uni | Soudal Quick-Step  | + 46 s           |

### 5eétape
Après plusieurs tentatives d'attaque avortées dans les derniers kilomètres, un peloton réduit de 22 coureurs avec les principaux leaders du classement général se dispute la victoire. Le Colombien Sergio Higuita (Bora Hansgrohe) s'impose devant Andrea Bagioli (Soudal-Quick Step) et Mattias Skjelmose (Trek-Segafredo). 
| \| Classement de l'étape \| Classement de l'étape \| Classement de l'étape \| Classement de l'étape \| Classement de l'étape \| \| Coureur \| Coureur \| Pays \| Équipe \| Temps \| \| --------------------- \| --------------------- \| --------------------- \| --------------------- \| --------------------- \| \| 1er \| Sergio Higuita \| Colombie \| Bora-Hansgrohe \| 3 h 59 min 57 s \| \| 2e \| Andrea Bagioli \| Italie \| Soudal Quick-Step \| + 0 s \| \| 3e \| Mattias Skjelmose \| Danemark \| Trek-Segafredo \| + 0 s \| \| 4e \| Matteo Sobrero \| Italie \| Team Jayco AlUla \| + 0 s \| \| 5e \| Mauro Schmid \| Suisse \| Soudal Quick-Step \| + 0 s \| \| 6e \| Clément Champoussin \| France \| Arkéa-Samsic \| + 0 s \| \| 7e \| Ion Izagirre \| Espagne \| Cofidis \| + 0 s \| \| 8e \| Felix Gall \| Autriche \| AG2R Citroën Team \| + 0 s \| \| 9e \| Ruben Guerreiro \| Portugal \| Movistar Team \| + 0 s \| \| 10e \| Jonas Vingegaard \| Danemark \| Jumbo-Visma \| + 0 s \| |                     |          |                   |                 |
| |                     |          |                   |                 |
| Source : ProCyclingStats |                     |          |                   |                 |
| Classement de l'étape |                     |          |                   |                 |
| Coureur | Coureur             | Pays     | Équipe            | Temps           |
| 1er | Sergio Higuita      | Colombie | Bora-Hansgrohe    | 3 h 59 min 57 s |
| 2e | Andrea Bagioli      | Italie   | Soudal Quick-Step | + 0 s           |
| 3e | Mattias Skjelmose   | Danemark | Trek-Segafredo    | + 0 s           |
| 4e | Matteo Sobrero      | Italie   | Team Jayco AlUla  | + 0 s           |
| 5e | Mauro Schmid        | Suisse   | Soudal Quick-Step | + 0 s           |
| 6e | Clément Champoussin | France   | Arkéa-Samsic      | + 0 s           |
| 7e | Ion Izagirre        | Espagne  | Cofidis           | + 0 s           |
| 8e | Felix Gall          | Autriche | AG2R Citroën Team | + 0 s           |
| 9e | Ruben Guerreiro     | Portugal | Movistar Team     | + 0 s           |
| 10e | Jonas Vingegaard    | Danemark | Jumbo-Visma       | + 0 s           |

| \| Classement général \| Classement général \| Classement général \| Classement général \| Classement général \| \| Coureur \| Coureur \| Pays \| Équipe \| Temps \| \| ------------------ \| ------------------ \| ------------------ \| ------------------ \| ------------------ \| \| 1er \| Jonas Vingegaard \| Danemark \| Jumbo-Visma \| 21 h 08 min 52 s \| \| 2e \| Mikel Landa \| Espagne \| Bahrain Victorious \| + 13 s \| \| 3e \| Mattias Skjelmose \| Danemark \| Trek-Segafredo \| + 32 s \| \| 4e \| David Gaudu \| France \| Groupama-FDJ \| + 32 s \| \| 5e \| Matteo Sobrero \| Italie \| Team Jayco AlUla \| + 34 s \| \| 6e \| Ion Izagirre \| Espagne \| Cofidis \| + 34 s \| \| 7e \| Enric Mas \| Espagne \| Movistar Team \| + 37 s \| \| 8e \| Sergio Higuita \| Colombie \| Bora-Hansgrohe \| + 38 s \| \| 9e \| Brandon McNulty \| États-Unis \| UAE Team Emirates \| + 39 s \| \| 10e \| Simon Yates \| Royaume-Uni \| Team Jayco AlUla \| + 40 s \| |                   |             |                    |                  |
| |                   |             |                    |                  |
| Source : ProCyclingStats |                   |             |                    |                  |
| Classement général |                   |             |                    |                  |
| Coureur | Coureur           | Pays        | Équipe             | Temps            |
| 1er | Jonas Vingegaard  | Danemark    | Jumbo-Visma        | 21 h 08 min 52 s |
| 2e | Mikel Landa       | Espagne     | Bahrain Victorious | + 13 s           |
| 3e | Mattias Skjelmose | Danemark    | Trek-Segafredo     | + 32 s           |
| 4e | David Gaudu       | France      | Groupama-FDJ       | + 32 s           |
| 5e | Matteo Sobrero    | Italie      | Team Jayco AlUla   | + 34 s           |
| 6e | Ion Izagirre      | Espagne     | Cofidis            | + 34 s           |
| 7e | Enric Mas         | Espagne     | Movistar Team      | + 37 s           |
| 8e | Sergio Higuita    | Colombie    | Bora-Hansgrohe     | + 38 s           |
| 9e | Brandon McNulty   | États-Unis  | UAE Team Emirates  | + 39 s           |
| 10e | Simon Yates       | Royaume-Uni | Team Jayco AlUla   | + 40 s           |

### 6eétape
Durant la dernière étape au profil accidenté, le maillot jaune Jonas Vingegaard domine la fin de course. Parti d'un groupe de chasse à 29 km du terme, le Danois reprend et laisse sur place les uns après les autres, les coureurs qui faisaient partie de l'échappée pour se retrouver seul en tête deux kilomètres plus loin. Il creuse rapidement un écart d'une minute et en maintient une bonne partie sur la ligne d'arrivée d'Eibar.
| \| Classement de l'étape \| Classement de l'étape \| Classement de l'étape \| Classement de l'étape \| Classement de l'étape \| \| Coureur \| Coureur \| Pays \| Équipe \| Temps \| \| --------------------- \| --------------------- \| --------------------- \| --------------------- \| --------------------- \| \| 1er \| Jonas Vingegaard \| Danemark \| Jumbo-Visma \| 3 h 36 min 42 s \| \| 2e \| James Knox \| Royaume-Uni \| Soudal Quick-Step \| + 47 s \| \| 3e \| Ion Izagirre \| Espagne \| Cofidis \| + 49 s \| \| 4e \| Brandon McNulty \| États-Unis \| UAE Team Emirates \| + 49 s \| \| 5e \| Sergio Higuita \| Colombie \| Bora-Hansgrohe \| + 49 s \| \| 6e \| David Gaudu \| France \| Groupama-FDJ \| + 49 s \| \| 7e \| Mauro Schmid \| Suisse \| Soudal Quick-Step \| + 49 s \| \| 8e \| Simon Yates \| Royaume-Uni \| Team Jayco AlUla \| + 49 s \| \| 9e \| Enric Mas \| Espagne \| Movistar Team \| + 49 s \| \| 10e \| Felix Gall \| Autriche \| AG2R Citroën Team \| + 49 s \| |                  |             |                   |                 |
| |                  |             |                   |                 |
| Source : ProCyclingStats |                  |             |                   |                 |
| Classement de l'étape |                  |             |                   |                 |
| Coureur | Coureur          | Pays        | Équipe            | Temps           |
| 1er | Jonas Vingegaard | Danemark    | Jumbo-Visma       | 3 h 36 min 42 s |
| 2e | James Knox       | Royaume-Uni | Soudal Quick-Step | + 47 s          |
| 3e | Ion Izagirre     | Espagne     | Cofidis           | + 49 s          |
| 4e | Brandon McNulty  | États-Unis  | UAE Team Emirates | + 49 s          |
| 5e | Sergio Higuita   | Colombie    | Bora-Hansgrohe    | + 49 s          |
| 6e | David Gaudu      | France      | Groupama-FDJ      | + 49 s          |
| 7e | Mauro Schmid     | Suisse      | Soudal Quick-Step | + 49 s          |
| 8e | Simon Yates      | Royaume-Uni | Team Jayco AlUla  | + 49 s          |
| 9e | Enric Mas        | Espagne     | Movistar Team     | + 49 s          |
| 10e | Felix Gall       | Autriche    | AG2R Citroën Team | + 49 s          |

## Classements finals

### Classement général
| \| Classement général \| Classement général \| Classement général \| Classement général \| Classement général \| \| Coureur \| Coureur \| Pays \| Équipe \| Temps \| \| ------------------ \| ------------------ \| ------------------ \| ------------------------ \| ------------------ \| \| 1er \| Jonas Vingegaard \| Danemark \| Jumbo-Visma \| 24 h 45 min 24 s \| \| 2e \| Mikel Landa \| Espagne \| Bahrain Victorious \| + 1 min 12 s \| \| 3e \| Ion Izagirre \| Espagne \| Cofidis \| + 1 min 29 s \| \| 4e \| David Gaudu \| France \| Groupama-FDJ \| + 1 min 31 s \| \| 5e \| Enric Mas \| Espagne \| Movistar Team \| + 1 min 36 s \| \| 6e \| Sergio Higuita \| Colombie \| Bora-Hansgrohe \| + 1 min 37 s \| \| 7e \| Brandon McNulty \| États-Unis \| UAE Team Emirates \| + 1 min 38 s \| \| 8e \| James Knox \| Royaume-Uni \| Soudal Quick-Step \| + 1 min 38 s \| \| 9e \| Simon Yates \| Royaume-Uni \| Team Jayco AlUla \| + 1 min 39 s \| \| 10e \| Felix Gall \| Autriche \| AG2R Citroën Team \| + 1 min 50 s \| \| 11e \| Mauro Schmid \| Suisse \| Soudal Quick-Step \| + 2 min 36 s \| \| 12e \| Esteban Chaves \| Colombie \| EF Education-EasyPost \| + 3 min 01 s \| \| 13e \| Attila Valter \| Hongrie \| Jumbo-Visma \| + 3 min 13 s \| \| 14e \| Cristian Rodríguez \| Espagne \| Arkéa-Samsic \| + 3 min 23 s \| \| 15e \| Rein Taaramäe \| Estonie \| Intermarché-Circus-Wanty \| + 3 min 39 s \| \| 16e \| Matteo Sobrero \| Italie \| Team Jayco AlUla \| + 4 min 00 s \| \| 17e \| Mattias Skjelmose \| Danemark \| Trek-Segafredo \| + 4 min 43 s \| \| 18e \| Rigoberto Urán \| Colombie \| EF Education-EasyPost \| + 5 min 03 s \| \| 19e \| Emanuel Buchmann \| Allemagne \| Bora-Hansgrohe \| + 5 min 50 s \| \| 20e \| Víctor de la Parte \| Espagne \| TotalEnergies \| + 5 min 58 s \| \| 21e \| Mikel Bizkarra \| Espagne \| Euskaltel-Euskadi \| + 6 min 11 s \| \| 22e \| Luis León Sánchez \| Espagne \| Astana Qazaqstan Team \| + 6 min 53 s \| \| 23e \| Ruben Guerreiro \| Portugal \| Movistar Team \| + 7 min 07 s \| \| 24e \| Juan Pedro López \| Espagne \| Trek-Segafredo \| + 7 min 12 s \| \| 25e \| Mattia Cattaneo \| Italie \| Soudal Quick-Step \| + 7 min 20 s \| |                    |             |                          |                  |
| |                    |             |                          |                  |
| Source : ProCyclingStats |                    |             |                          |                  |
| Classement général |                    |             |                          |                  |
| Coureur | Coureur            | Pays        | Équipe                   | Temps            |
| 1er | Jonas Vingegaard   | Danemark    | Jumbo-Visma              | 24 h 45 min 24 s |
| 2e | Mikel Landa        | Espagne     | Bahrain Victorious       | + 1 min 12 s     |
| 3e | Ion Izagirre       | Espagne     | Cofidis                  | + 1 min 29 s     |
| 4e | David Gaudu        | France      | Groupama-FDJ             | + 1 min 31 s     |
| 5e | Enric Mas          | Espagne     | Movistar Team            | + 1 min 36 s     |
| 6e | Sergio Higuita     | Colombie    | Bora-Hansgrohe           | + 1 min 37 s     |
| 7e | Brandon McNulty    | États-Unis  | UAE Team Emirates        | + 1 min 38 s     |
| 8e | James Knox         | Royaume-Uni | Soudal Quick-Step        | + 1 min 38 s     |
| 9e | Simon Yates        | Royaume-Uni | Team Jayco AlUla         | + 1 min 39 s     |
| 10e | Felix Gall         | Autriche    | AG2R Citroën Team        | + 1 min 50 s     |
| 11e | Mauro Schmid       | Suisse      | Soudal Quick-Step        | + 2 min 36 s     |
| 12e | Esteban Chaves     | Colombie    | EF Education-EasyPost    | + 3 min 01 s     |
| 13e | Attila Valter      | Hongrie     | Jumbo-Visma              | + 3 min 13 s     |
| 14e | Cristian Rodríguez | Espagne     | Arkéa-Samsic             | + 3 min 23 s     |
| 15e | Rein Taaramäe      | Estonie     | Intermarché-Circus-Wanty | + 3 min 39 s     |
| 16e | Matteo Sobrero     | Italie      | Team Jayco AlUla         | + 4 min 00 s     |
| 17e | Mattias Skjelmose  | Danemark    | Trek-Segafredo           | + 4 min 43 s     |
| 18e | Rigoberto Urán     | Colombie    | EF Education-EasyPost    | + 5 min 03 s     |
| 19e | Emanuel Buchmann   | Allemagne   | Bora-Hansgrohe           | + 5 min 50 s     |
| 20e | Víctor de la Parte | Espagne     | TotalEnergies            | + 5 min 58 s     |
| 21e | Mikel Bizkarra     | Espagne     | Euskaltel-Euskadi        | + 6 min 11 s     |
| 22e | Luis León Sánchez  | Espagne     | Astana Qazaqstan Team    | + 6 min 53 s     |
| 23e | Ruben Guerreiro    | Portugal    | Movistar Team            | + 7 min 07 s     |
| 24e | Juan Pedro López   | Espagne     | Trek-Segafredo           | + 7 min 12 s     |
| 25e | Mattia Cattaneo    | Italie      | Soudal Quick-Step        | + 7 min 20 s     |

| Classement par points | Classement par points | Classement par points | Classement par points | Classement par points |
| Coureur               | Coureur               | Pays                  | Équipe                | Points                |
| --------------------- | --------------------- | --------------------- | --------------------- | --------------------- |
| 1er                   | Jonas Vingegaard      | Danemark              | Jumbo-Visma           | 102 pts               |
| 2e                    | Mauro Schmid          | Suisse                | Soudal Quick-Step     | 67 pts                |
| 3e                    | Mikel Landa           | Espagne               | Bahrain Victorious    | 55 pts                |
| 4e                    | Ion Izagirre          | Espagne               | Cofidis               | 51 pts                |
| 5e                    | Matteo Sobrero        | Italie                | Team Jayco AlUla      | 51 pts                |
| 6e                    | Mattias Skjelmose     | Danemark              | Trek-Segafredo        | 50 pts                |
| 7e                    | Brandon McNulty       | États-Unis            | UAE Team Emirates     | 48 pts                |
| 8e                    | David Gaudu           | France                | Groupama-FDJ          | 47 pts                |
| 9e                    | Sergio Higuita        | Colombie              | Bora-Hansgrohe        | 44 pts                |
| 10e                   | Alex Aranburu         | Espagne               | Movistar Team         | 34 pts                |

| Classement par points | Classement par points | Classement par points | Classement par points | Classement par points |
| Coureur               | Coureur               | Pays                  | Équipe                | Points                |
| --------------------- | --------------------- | --------------------- | --------------------- | --------------------- |
| 1er                   | Jonas Vingegaard      | Danemark              | Jumbo-Visma           | 102 pts               |
| 2e                    | Mauro Schmid          | Suisse                | Soudal Quick-Step     | 67 pts                |
| 3e                    | Mikel Landa           | Espagne               | Bahrain Victorious    | 55 pts                |
| 4e                    | Ion Izagirre          | Espagne               | Cofidis               | 51 pts                |
| 5e                    | Matteo Sobrero        | Italie                | Team Jayco AlUla      | 51 pts                |
| 6e                    | Mattias Skjelmose     | Danemark              | Trek-Segafredo        | 50 pts                |
| 7e                    | Brandon McNulty       | États-Unis            | UAE Team Emirates     | 48 pts                |
| 8e                    | David Gaudu           | France                | Groupama-FDJ          | 47 pts                |
| 9e                    | Sergio Higuita        | Colombie              | Bora-Hansgrohe        | 44 pts                |
| 10e                   | Alex Aranburu         | Espagne               | Movistar Team         | 34 pts                |

| Classement de la montagne | Classement de la montagne | Classement de la montagne | Classement de la montagne | Classement de la montagne |
| Coureur                   | Coureur                   | Pays                      | Équipe                    | Points                    |
| ------------------------- | ------------------------- | ------------------------- | ------------------------- | ------------------------- |
| 1er                       | Jon Barrenetxea           | Espagne                   | Caja Rural-Seguros RGA    | 35 pts                    |
| 2e                        | Esteban Chaves            | Colombie                  | EF Education-EasyPost     | 27 pts                    |
| 3e                        | Ruben Guerreiro           | Portugal                  | Movistar Team             | 25 pts                    |
| 4e                        | Jonas Vingegaard          | Danemark                  | Jumbo-Visma               | 19 pts                    |
| 5e                        | Steven Kruijswijk         | Pays-Bas                  | Jumbo-Visma               | 18 pts                    |
| 6e                        | Rémi Cavagna              | France                    | Soudal Quick-Step         | 18 pts                    |
| 7e                        | Mattia Cattaneo           | Italie                    | Soudal Quick-Step         | 14 pts                    |
| 8e                        | Alan Jousseaume           | France                    | TotalEnergies             | 11 pts                    |
| 9e                        | Georg Zimmermann          | Allemagne                 | Intermarché-Circus-Wanty  | 10 pts                    |
| 10e                       | Mikel Landa               | Espagne                   | Bahrain Victorious        | 8 pts                     |

| Classement de la montagne | Classement de la montagne | Classement de la montagne | Classement de la montagne | Classement de la montagne |
| Coureur                   | Coureur                   | Pays                      | Équipe                    | Points                    |
| ------------------------- | ------------------------- | ------------------------- | ------------------------- | ------------------------- |
| 1er                       | Jon Barrenetxea           | Espagne                   | Caja Rural-Seguros RGA    | 35 pts                    |
| 2e                        | Esteban Chaves            | Colombie                  | EF Education-EasyPost     | 27 pts                    |
| 3e                        | Ruben Guerreiro           | Portugal                  | Movistar Team             | 25 pts                    |
| 4e                        | Jonas Vingegaard          | Danemark                  | Jumbo-Visma               | 19 pts                    |
| 5e                        | Steven Kruijswijk         | Pays-Bas                  | Jumbo-Visma               | 18 pts                    |
| 6e                        | Rémi Cavagna              | France                    | Soudal Quick-Step         | 18 pts                    |
| 7e                        | Mattia Cattaneo           | Italie                    | Soudal Quick-Step         | 14 pts                    |
| 8e                        | Alan Jousseaume           | France                    | TotalEnergies             | 11 pts                    |
| 9e                        | Georg Zimmermann          | Allemagne                 | Intermarché-Circus-Wanty  | 10 pts                    |
| 10e                       | Mikel Landa               | Espagne                   | Bahrain Victorious        | 8 pts                     |

| Classement du meilleur jeune | Classement du meilleur jeune | Classement du meilleur jeune | Classement du meilleur jeune | Classement du meilleur jeune |
| Coureur                      | Coureur                      | Pays                         | Équipe                       | Temps                        |
| ---------------------------- | ---------------------------- | ---------------------------- | ---------------------------- | ---------------------------- |
| 1er                          | Brandon McNulty              | États-Unis                   | UAE Team Emirates            | 24 h 47 min 02 s             |
| 2e                           | Felix Gall                   | Autriche                     | AG2R Citroën Team            | + 12 s                       |
| 3e                           | Mauro Schmid                 | Suisse                       | Soudal Quick-Step            | + 58 s                       |
| 4e                           | Attila Valter                | Hongrie                      | Jumbo-Visma                  | + 1 min 35 s                 |
| 5e                           | Mattias Skjelmose            | Danemark                     | Trek-Segafredo               | + 3 min 05 s                 |
| 6e                           | Andreas Leknessund           | Norvège                      | Team DSM                     | + 6 min 06 s                 |
| 7e                           | Igor Arrieta                 | Espagne                      | Equipo Kern Pharma           | + 6 min 20 s                 |
| 8e                           | Marc Hirschi                 | Suisse                       | UAE Team Emirates            | + 14 min 42 s                |
| 9e                           | Laurens Huys                 | Belgique                     | Intermarché-Circus-Wanty     | + 18 min 04 s                |
| 10e                          | Romain Grégoire              | France                       | Groupama-FDJ                 | + 32 min 33 s                |

| Classement du meilleur jeune | Classement du meilleur jeune | Classement du meilleur jeune | Classement du meilleur jeune | Classement du meilleur jeune |
| Coureur                      | Coureur                      | Pays                         | Équipe                       | Temps                        |
| ---------------------------- | ---------------------------- | ---------------------------- | ---------------------------- | ---------------------------- |
| 1er                          | Brandon McNulty              | États-Unis                   | UAE Team Emirates            | 24 h 47 min 02 s             |
| 2e                           | Felix Gall                   | Autriche                     | AG2R Citroën Team            | + 12 s                       |
| 3e                           | Mauro Schmid                 | Suisse                       | Soudal Quick-Step            | + 58 s                       |
| 4e                           | Attila Valter                | Hongrie                      | Jumbo-Visma                  | + 1 min 35 s                 |
| 5e                           | Mattias Skjelmose            | Danemark                     | Trek-Segafredo               | + 3 min 05 s                 |
| 6e                           | Andreas Leknessund           | Norvège                      | Team DSM                     | + 6 min 06 s                 |
| 7e                           | Igor Arrieta                 | Espagne                      | Equipo Kern Pharma           | + 6 min 20 s                 |
| 8e                           | Marc Hirschi                 | Suisse                       | UAE Team Emirates            | + 14 min 42 s                |
| 9e                           | Laurens Huys                 | Belgique                     | Intermarché-Circus-Wanty     | + 18 min 04 s                |
| 10e                          | Romain Grégoire              | France                       | Groupama-FDJ                 | + 32 min 33 s                |

| Classement par équipes | Classement par équipes | Classement par équipes | Classement par équipes |
| Équipe                 | Équipe                 | Pays                   | Temps                  |
| ---------------------- | ---------------------- | ---------------------- | ---------------------- |
| 1re                    | Soudal Quick-Step      | Belgique               | 74 h 24 min 59 s       |
| 2e                     | Jumbo-Visma            | Pays-Bas               | + 3 min 29 s           |
| 3e                     | Movistar Team          | Espagne                | + 5 min 58 s           |
| 4e                     | Bora-Hansgrohe         | Allemagne              | + 14 min 43 s          |
| 5e                     | EF Education-EasyPost  | États-Unis             | + 15 min 19 s          |
| 6e                     | Arkéa-Samsic           | France                 | + 17 min 21 s          |
| 7e                     | Team Jayco AlUla       | Australie              | + 20 min 16 s          |
| 8e                     | Trek-Segafredo         | États-Unis             | + 20 min 37 s          |
| 9e                     | Groupama-FDJ           | France                 | + 21 min 52 s          |
| 10e                    | Cofidis                | France                 | + 32 min 46 s          |

| Classement par équipes | Classement par équipes | Classement par équipes | Classement par équipes |
| Équipe                 | Équipe                 | Pays                   | Temps                  |
| ---------------------- | ---------------------- | ---------------------- | ---------------------- |
| 1re                    | Soudal Quick-Step      | Belgique               | 74 h 24 min 59 s       |
| 2e                     | Jumbo-Visma            | Pays-Bas               | + 3 min 29 s           |
| 3e                     | Movistar Team          | Espagne                | + 5 min 58 s           |
| 4e                     | Bora-Hansgrohe         | Allemagne              | + 14 min 43 s          |
| 5e                     | EF Education-EasyPost  | États-Unis             | + 15 min 19 s          |
| 6e                     | Arkéa-Samsic           | France                 | + 17 min 21 s          |
| 7e                     | Team Jayco AlUla       | Australie              | + 20 min 16 s          |
| 8e                     | Trek-Segafredo         | États-Unis             | + 20 min 37 s          |
| 9e                     | Groupama-FDJ           | France                 | + 21 min 52 s          |
| 10e                    | Cofidis                | France                 | + 32 min 46 s          |

## Classements UCI
La course attribue des points au classement mondial UCI 2023 selon le barème suivant :
| Position           | 1er | 2e  | 3e  | 4e  | 5e  | 6e  | 7e  | 8e  | 9e | 10e | 11e | 12e | 13e | 14e | 15e | 16e à 20e | 21e à 30e | 31e à 50e | 51e à 55e | 56e à 60e |
| Classement général | 400 | 320 | 260 | 220 | 180 | 140 | 120 | 100 | 80 | 68  | 56  | 48  | 40  | 32  | 28  | 24        | 16        | 8         | 4         | 2         |
| Par étapes         | 50  | 20  | 8   |     |     |     |     |     |    |     |     |     |     |     |     |           |           |           |           |           |
| Leader             | 8   |     |     |     |     |     |     |     |    |     |     |     |     |     |     |           |           |           |           |           |

| Rang | Coureur | Équipe | Général | Etape | Leader | Total |
| ---- | ------- | ------ | ------- | ----- | ------ | ----- |
| 1er  |         |        |         |       |        |       |
| 2e   |         |        |         |       |        |       |
| 3e   |         |        |         |       |        |       |
| 4e   |         |        |         |       |        |       |
| 5e   |         |        |         |       |        |       |
| 6e   |         |        |         |       |        |       |
| 7e   |         |        |         |       |        |       |
| 8e   |         |        |         |       |        |       |
| 9e   |         |        |         |       |        |       |
| 10e  |         |        |         |       |        |       |

## Évolution des classements
| Étape              | Vainqueur          | Classement général | Classement par points | Classement de la montagne | Classement du meilleur jeune |
| ------------------ | ------------------ | ------------------ | --------------------- | ------------------------- | ---------------------------- |
| 1                  | Ethan Hayter       | Ethan Hayter       | Ethan Hayter          | Jon Barrenetxea           | Ethan Hayter                 |
| 2                  | Ide Schelling      | Ide Schelling      | Alex Aranburu         | Jon Barrenetxea           | Ide Schelling                |
| 3                  | Jonas Vingegaard   | Jonas Vingegaard   | Alex Aranburu         | Jon Barrenetxea           | Mattias Skjelmose            |
| 4                  | Jonas Vingegaard   | Jonas Vingegaard   | Jonas Vingegaard      | Jon Barrenetxea           | Mattias Skjelmose            |
| 5                  | Sergio Higuita     | Jonas Vingegaard   | Jonas Vingegaard      | Jon Barrenetxea           | Mattias Skjelmose            |
| 6                  | Jonas Vingegaard   | Jonas Vingegaard   | Jonas Vingegaard      | Jon Barrenetxea           | Brandon McNulty              |
| Classements finals | Classements finals | Jonas Vingegaard   | Jonas Vingegaard      | Jon Barrenetxea           | Brandon McNulty              |

## Liste des participants
| Légende                             | Légende                                                                                                  | Légende                                | Légende                                                                                         |
| ----------------------------------- | --- | -------------------------------------- | ----------------------------------------------------------------------------------------------- |
| Num                                 | Dossard de départ porté par le coureur sur ce Tour du Pays basque                                        | Pos                                    | Position finale au classement général                                                           |
| Leader du classement général        | Indique le vainqueur du classement général                                                               | Leader du classement par points        | Indique le vainqueur du classement par points                                                   |
| Leader du classement de la montagne | Indique le vainqueur du classement de la montagne                                                        | Leader du classement du meilleur jeune | Indique le vainqueur du classement du meilleur jeune                                            |
|                                     | Indique un maillot de champion national ou mondial, suivi de sa spécialité                               | #                                      | Indique la meilleure équipe                                                                     |
| NP                                  | Indique un coureur qui n'a pas pris le départ d'une étape, suivi du numéro de l'étape où il s'est retiré | AB                                     | Indique un coureur qui n'a pas terminé une étape, suivi du numéro de l'étape où il s'est retiré |
| HD                                  | Indique un coureur qui a terminé une étape hors des délais, suivi du numéro de l'étape                   | *                                      | Indique un coureur en lice pour le classement du meilleur jeune (coureurs nés après le )        |

| Ineos Grenadiers IGD | Ineos Grenadiers IGD       | Ineos Grenadiers IGD |
| -------------------- | -------------------------- | -------------------- |
| Num                  | Coureur                    | Pos                  |
| 1                    | Daniel Martínez (COL)      | 34e                  |
| 2                    | Egan Bernal (COL)          | 92e                  |
| 3                    | Jonathan Castroviejo (ESP) | 48e                  |
| 4                    | Omar Fraile (ESP)          | 55e                  |
| 5                    | Ethan Hayter (GBR)         | 73e                  |
| 6                    | Brandon Rivera (COL)       | AB-6                 |
| 7                    | Luke Plapp (AUS) (route)   | AB-6                 |

| AG2R Citroën Team ACT | AG2R Citroën Team ACT        | AG2R Citroën Team ACT |
| --------------------- | ---------------------------- | --------------------- |
| Num                   | Coureur                      | Pos                   |
| 11                    | Andrea Vendrame (ITA)        | AB-6                  |
| 12                    | Alex Baudin (FRA)            | HD-6                  |
| 13                    | Felix Gall (AUT)             | 10e                   |
| 14                    | Jaakko Hänninen (FIN)        | NP-1                  |
| 15                    | Lawrence Warbasse (USA)      | 93e                   |
| 16                    | Valentin Paret-Peintre (FRA) | 69e                   |
| 17                    | Nicolas Prodhomme (FRA)      | AB-6                  |

| Alpecin-Deceuninck ADC | Alpecin-Deceuninck ADC | Alpecin-Deceuninck ADC |
| ---------------------- | ---------------------- | ---------------------- |
| Num                    | Coureur                | Pos                    |
| 21                     | Stefano Oldani (ITA)   | AB-4                   |
| 22                     | Tobias Bayer (AUT)     | 88e                    |
| 23                     | Nicola Conci (ITA)     | AB-5                   |
| 24                     | Quinten Hermans (BEL)  | 52e                    |
| 25                     | Jimmy Janssens (BEL)   | 101e                   |
| 26                     | Oscar Riesebeek (NED)  | NP-4                   |
| 27                     | Robert Stannard (AUS)  | AB-5                   |

| Arkéa-Samsic ARK | Arkéa-Samsic ARK          | Arkéa-Samsic ARK |
| ---------------- | ------------------------- | ---------------- |
| Num              | Coureur                   | Pos              |
| 31               | Cristian Rodríguez (ESP)  | 14e              |
| 32               | Clément Champoussin (FRA) | AB-6             |
| 33               | Thibault Guernalec (FRA)  | AB-6             |
| 34               | Simon Guglielmi (FRA)     | 30e              |
| 35               | Michel Ries (LUX)         | 65e              |
| 36               | Alan Riou (FRA)           | AB-6             |
| 37               | Alessandro Verre (ITA)    | AB-2             |

| Astana Qazaqstan Team AST | Astana Qazaqstan Team AST | Astana Qazaqstan Team AST |
| ------------------------- | ------------------------- | ------------------------- |
| Num                       | Coureur                   | Pos                       |
| 41                        | Luis León Sánchez (ESP)   | 22e                       |
| 42                        | Gianni Moscon (ITA)       | NP-5                      |
| 43                        | David de la Cruz (ESP)    | 31e                       |
| 44                        | Fabio Felline (ITA)       | AB-5                      |
| 45                        | Andrey Zeits (KAZ)        | 51e                       |
| 46                        | Javier Romo (ESP)         | AB-3                      |
| 47                        | Christian Scaroni (ITA)   | AB-4                      |

| Bora-Hansgrohe BOH | Bora-Hansgrohe BOH     | Bora-Hansgrohe BOH |
| ------------------ | ---------------------- | ------------------ |
| Num                | Coureur                | Pos                |
| 51                 | Emanuel Buchmann (GER) | 19e                |
| 52                 | Giovanni Aleotti (ITA) | 59e                |
| 53                 | Sergio Higuita (COL)   | 6e                 |
| 54                 | Luis-Joe Lührs (GER)   | AB-5               |
| 55                 | Anton Palzer (GER)     | 60e                |
| 56                 | Ide Schelling (NED)    | AB-6               |
| 57                 | Florian Lipowitz (GER) | 75e                |

| Cofidis COF | Cofidis COF           | Cofidis COF |
| ----------- | --------------------- | ----------- |
| Num         | Coureur               | Pos         |
| 61          | Ion Izagirre (ESP)    | 3e          |
| 62          | Thomas Champion (FRA) | AB-6        |
| 63          | Simon Geschke (GER)   | 87e         |
| 64          | José Herrada (ESP)    | 83e         |
| 65          | Jonathan Lastra (ESP) | 35e         |
| 66          | Rémy Rochas (FRA)     | 47e         |
| 67          | Harrison Wood (GBR)   | AB-3        |

| Team DSM DSM | Team DSM DSM             | Team DSM DSM |
| ------------ | ------------------------ | ------------ |
| Num          | Coureur                  | Pos          |
| 71           | Florian Stork (GER)      | 38e          |
| 72           | Romain Combaud (FRA)     | 100e         |
| 73           | Matthew Dinham (AUS)     | 84e          |
| 74           | Andreas Leknessund (NOR) | 26e          |
| 75           | Martijn Tusveld (NED)    | 70e          |
| 76           | Harm Vanhoucke (BEL)     | 57e          |
| 77           | Henri Vandenabeele (BEL) | AB-5         |

| EF Education-EasyPost EFE | EF Education-EasyPost EFE     | EF Education-EasyPost EFE |
| ------------------------- | ----------------------------- | ------------------------- |
| Num                       | Coureur                       | Pos                       |
| 81                        | Richard Carapaz (ECU) (route) | AB-5                      |
| 82                        | Andrey Amador (CRC)           | 80e                       |
| 83                        | Jonathan Caicedo (ECU)        | 77e                       |
| 84                        | Esteban Chaves (COL) (route)  | 12e                       |
| 85                        | Odd Christian Eiking (NOR)    | 46e                       |
| 86                        | Merhawi Kudus (ERI) (route)   | 68e                       |
| 87                        | Rigoberto Urán (COL)          | 18e                       |

| Groupama-FDJ GFC | Groupama-FDJ GFC         | Groupama-FDJ GFC |
| ---------------- | ------------------------ | ---------------- |
| Num              | Coureur                  | Pos              |
| 91               | David Gaudu (FRA)        | 4e               |
| 92               | Bruno Armirail (FRA)     | 61e              |
| 93               | Romain Grégoire (FRA)    | 50e              |
| 94               | Matthieu Ladagnous (FRA) | 97e              |
| 95               | Quentin Pacher (FRA)     | 37e              |
| 96               | Michael Storer (AUS)     | 44e              |
| 97               | Lars van den Berg (NED)  | HD-6             |

| Intermarché-Circus-Wanty ICW | Intermarché-Circus-Wanty ICW | Intermarché-Circus-Wanty ICW |
| ---------------------------- | ---------------------------- | ---------------------------- |
| Num                          | Coureur                      | Pos                          |
| 101                          | Rui Costa (POR)              | AB-6                         |
| 102                          | Lilian Calmejane (FRA)       | 62e                          |
| 103                          | Tom Paquot (BEL)             | AB-4                         |
| 104                          | Laurens Huys (BEL)           | 42e                          |
| 105                          | Dion Smith (NZL)             | 49e                          |
| 106                          | Rein Taaramäe (EST)          | 15e                          |
| 107                          | Georg Zimmermann (GER)       | 54e                          |

| Team Jayco AlUla JAY | Team Jayco AlUla JAY          | Team Jayco AlUla JAY |
| -------------------- | ----------------------------- | -------------------- |
| Num                  | Coureur                       | Pos                  |
| 111                  | Simon Yates (GBR)             | 9e                   |
| 112                  | Lawson Craddock (USA)         | 76e                  |
| 113                  | Eddie Dunbar (IRL)            | 72e                  |
| 114                  | Chris Harper (AUS)            | AB-6                 |
| 115                  | Christopher Juul Jensen (DEN) | 71e                  |
| 116                  | Jan Maas (NED)                | 89e                  |
| 117                  | Matteo Sobrero (ITA)          | 16e                  |

| Movistar Team MOV | Movistar Team MOV     | Movistar Team MOV |
| ----------------- | --------------------- | ----------------- |
| Num               | Coureur               | Pos               |
| 121               | Enric Mas (ESP)       | 5e                |
| 122               | Ruben Guerreiro (POR) | 23e               |
| 123               | Alex Aranburu (ESP)   | 36e               |
| 124               | Jorge Arcas (ESP)     | 86e               |
| 125               | Nélson Oliveira (POR) | 33e               |
| 126               | Gonzalo Serrano (ESP) | 79e               |
| 127               | Gorka Izagirre (ESP)  | 41e               |

| Soudal Quick-Step SOQ | Soudal Quick-Step SOQ | Soudal Quick-Step SOQ |
| --------------------- | --------------------- | --------------------- |
| Num                   | Coureur               | Pos                   |
| 131                   | Rémi Cavagna (FRA)    | 63e                   |
| 132                   | Andrea Bagioli (ITA)  | AB-6                  |
| 133                   | Dries Devenyns (BEL)  | AB-6                  |
| 134                   | James Knox (GBR)      | 8e                    |
| 135                   | Mauro Schmid (SUI)    | 11e                   |
| 136                   | Martin Svrček (SVK)   | AB-6                  |
| 137                   | Mattia Cattaneo (ITA) | 25e                   |

| Bahrain Victorious TBV | Bahrain Victorious TBV        | Bahrain Victorious TBV |
| ---------------------- | ----------------------------- | ---------------------- |
| Num                    | Coureur                       | Pos                    |
| 141                    | Mikel Landa (ESP)             | 2e                     |
| 142                    | Pello Bilbao (ESP)            | NP-2                   |
| 143                    | Yukiya Arashiro (JPN) (route) | AB-6                   |
| 144                    | Rainer Kepplinger (AUT)       | AB-6                   |
| 145                    | Hermann Pernsteiner (AUT)     | 28e                    |
| 146                    | Jasha Sütterlin (GER)         | AB-6                   |
| 147                    | Edoardo Zambanini (ITA)       | 67e                    |

| Trek-Segafredo TFS | Trek-Segafredo TFS            | Trek-Segafredo TFS |
| ------------------ | ----------------------------- | ------------------ |
| Num                | Coureur                       | Pos                |
| 151                | Tony Gallopin (FRA)           | 40e                |
| 152                | Jon Aberasturi (ESP)          | AB-6               |
| 153                | Amanuel Ghebreigzabhier (ERI) | 78e                |
| 154                | Mattias Skjelmose (DEN)       | 17e                |
| 155                | Bauke Mollema (NED)           | 43e                |
| 156                | Juan Pedro López (ESP)        | 24e                |
| 157                | Natnael Tesfatsion (ERI)      | AB-6               |

| Jumbo-Visma TJV | Jumbo-Visma TJV             | Jumbo-Visma TJV |
| --------------- | --------------------------- | --------------- |
| Num             | Coureur                     | Pos             |
| 161             | Jonas Vingegaard (DEN)      | 1er             |
| 162             | Rohan Dennis (AUS)          | AB-4            |
| 163             | Lennard Hofstede (NED)      | AB-6            |
| 164             | Steven Kruijswijk (NED)     | 32e             |
| 165             | Gijs Leemreize (NED)        | 82e             |
| 166             | Sam Oomen (NED)             | 29e             |
| 167             | Attila Valter (HUN) (route) | 13e             |

| UAE Team Emirates UAD | UAE Team Emirates UAD             | UAE Team Emirates UAD |
| --------------------- | --------------------------------- | --------------------- |
| Num                   | Coureur                           | Pos                   |
| 171                   | Brandon McNulty (USA)             | 7e                    |
| 172                   | Marc Hirschi (SUI)                | 39e                   |
| 173                   | Davide Formolo (ITA)              | AB-6                  |
| 174                   | Felix Großschartner (AUT) (route) | AB-6                  |
| 175                   | Michael Vink (NZL)                | 91e                   |
| 176                   | Marc Soler (ESP)                  | AB-2                  |
| 177                   | Domen Novak (SLO)                 | 98e                   |

| Burgos-BH BBH | Burgos-BH BBH              | Burgos-BH BBH |
| ------------- | -------------------------- | ------------- |
| Num           | Coureur                    | Pos           |
| 181           | Ander Okamika (ESP)        | 90e           |
| 182           | Andrés Camilo Ardila (COL) | AB-5          |
| 183           | Antonio Angulo (ESP)       | AB-6          |
| 184           | José Manuel Díaz (ESP)     | AB-6          |
| 185           | Jesús Ezquerra (ESP)       | NP-4          |
| 186           | Victor Langellotti (MON)   | 56e           |
| 187           | Daniel Navarro (ESP)       | AB-6          |

| Caja Rural-Seguros RGA CJR | Caja Rural-Seguros RGA CJR | Caja Rural-Seguros RGA CJR |
| -------------------------- | -------------------------- | -------------------------- |
| Num                        | Coureur                    | Pos                        |
| 191                        | Jokin Murguialday (ESP)    | AB-6                       |
| 192                        | Orluis Aular (VEN) (route) | NP-6                       |
| 193                        | Abel Balderstone (ESP)     | 66e                        |
| 194                        | Jon Barrenetxea (ESP)      | 99e                        |
| 195                        | Jefferson Cepeda (ECU)     | AB-6                       |
| 196                        | Joel Nicolau (ESP)         | 102e                       |
| 197                        | Eduard Prades (ESP)        | AB-5                       |

| Equipo Kern Pharma EKP | Equipo Kern Pharma EKP     | Equipo Kern Pharma EKP |
| ---------------------- | -------------------------- | ---------------------- |
| Num                    | Coureur                    | Pos                    |
| 201                    | Jordi López (ESP)          | 96e                    |
| 202                    | Jon Agirre (ESP)           | AB-6                   |
| 203                    | Igor Arrieta (ESP)         | 27e                    |
| 204                    | Giovanni Carboni (ITA)     | 74e                    |
| 205                    | Iñigo Elosegui (ESP)       | NP-6                   |
| 206                    | Carlos García Pierna (ESP) | HD-6                   |
| 207                    | Ibon Ruiz (ESP)            | 95e                    |

| Euskaltel-Euskadi EUS | Euskaltel-Euskadi EUS  | Euskaltel-Euskadi EUS |
| --------------------- | ---------------------- | --------------------- |
| Num                   | Coureur                | Pos                   |
| 211                   | Mikel Bizkarra (ESP)   | 21e                   |
| 212                   | Joan Bou (ESP)         | 85e                   |
| 213                   | Carlos Canal (ESP)     | AB-6                  |
| 214                   | Asier Etxeberria (ESP) | AB-6                  |
| 215                   | Unai Iribar (ESP)      | 64e                   |
| 216                   | Txomin Juaristi (ESP)  | 81e                   |
| 217                   | Gotzon Martín (ESP)    | 45e                   |

| TotalEnergies TEN | TotalEnergies TEN        | TotalEnergies TEN |
| ----------------- | ------------------------ | ----------------- |
| Num               | Coureur                  | Pos               |
| 221               | Víctor de la Parte (ESP) | 20e               |
| 222               | Mathieu Burgaudeau (FRA) | 53e               |
| 223               | Jérémy Cabot (FRA)       | 94e               |
| 224               | Steff Cras (BEL)         | AB-6              |
| 225               | Alan Jousseaume (FRA)    | 58e               |
| 226               | Pierre Latour (FRA)      | AB-6              |
| 227               | Alexis Vuillermoz (FRA)  | AB-2              |

| Ineos Grenadiers IGD | Ineos Grenadiers IGD       | Ineos Grenadiers IGD |
| -------------------- | -------------------------- | -------------------- |
| Num                  | Coureur                    | Pos                  |
| 1                    | Daniel Martínez (COL)      | 34e                  |
| 2                    | Egan Bernal (COL)          | 92e                  |
| 3                    | Jonathan Castroviejo (ESP) | 48e                  |
| 4                    | Omar Fraile (ESP)          | 55e                  |
| 5                    | Ethan Hayter (GBR)         | 73e                  |
| 6                    | Brandon Rivera (COL)       | AB-6                 |
| 7                    | Luke Plapp (AUS) (route)   | AB-6                 |

| AG2R Citroën Team ACT | AG2R Citroën Team ACT        | AG2R Citroën Team ACT |
| --------------------- | ---------------------------- | --------------------- |
| Num                   | Coureur                      | Pos                   |
| 11                    | Andrea Vendrame (ITA)        | AB-6                  |
| 12                    | Alex Baudin (FRA)            | HD-6                  |
| 13                    | Felix Gall (AUT)             | 10e                   |
| 14                    | Jaakko Hänninen (FIN)        | NP-1                  |
| 15                    | Lawrence Warbasse (USA)      | 93e                   |
| 16                    | Valentin Paret-Peintre (FRA) | 69e                   |
| 17                    | Nicolas Prodhomme (FRA)      | AB-6                  |

| Alpecin-Deceuninck ADC | Alpecin-Deceuninck ADC | Alpecin-Deceuninck ADC |
| ---------------------- | ---------------------- | ---------------------- |
| Num                    | Coureur                | Pos                    |
| 21                     | Stefano Oldani (ITA)   | AB-4                   |
| 22                     | Tobias Bayer (AUT)     | 88e                    |
| 23                     | Nicola Conci (ITA)     | AB-5                   |
| 24                     | Quinten Hermans (BEL)  | 52e                    |
| 25                     | Jimmy Janssens (BEL)   | 101e                   |
| 26                     | Oscar Riesebeek (NED)  | NP-4                   |
| 27                     | Robert Stannard (AUS)  | AB-5                   |

| Arkéa-Samsic ARK | Arkéa-Samsic ARK          | Arkéa-Samsic ARK |
| ---------------- | ------------------------- | ---------------- |
| Num              | Coureur                   | Pos              |
| 31               | Cristian Rodríguez (ESP)  | 14e              |
| 32               | Clément Champoussin (FRA) | AB-6             |
| 33               | Thibault Guernalec (FRA)  | AB-6             |
| 34               | Simon Guglielmi (FRA)     | 30e              |
| 35               | Michel Ries (LUX)         | 65e              |
| 36               | Alan Riou (FRA)           | AB-6             |
| 37               | Alessandro Verre (ITA)    | AB-2             |

| Astana Qazaqstan Team AST | Astana Qazaqstan Team AST | Astana Qazaqstan Team AST |
| ------------------------- | ------------------------- | ------------------------- |
| Num                       | Coureur                   | Pos                       |
| 41                        | Luis León Sánchez (ESP)   | 22e                       |
| 42                        | Gianni Moscon (ITA)       | NP-5                      |
| 43                        | David de la Cruz (ESP)    | 31e                       |
| 44                        | Fabio Felline (ITA)       | AB-5                      |
| 45                        | Andrey Zeits (KAZ)        | 51e                       |
| 46                        | Javier Romo (ESP)         | AB-3                      |
| 47                        | Christian Scaroni (ITA)   | AB-4                      |

| Bora-Hansgrohe BOH | Bora-Hansgrohe BOH     | Bora-Hansgrohe BOH |
| ------------------ | ---------------------- | ------------------ |
| Num                | Coureur                | Pos                |
| 51                 | Emanuel Buchmann (GER) | 19e                |
| 52                 | Giovanni Aleotti (ITA) | 59e                |
| 53                 | Sergio Higuita (COL)   | 6e                 |
| 54                 | Luis-Joe Lührs (GER)   | AB-5               |
| 55                 | Anton Palzer (GER)     | 60e                |
| 56                 | Ide Schelling (NED)    | AB-6               |
| 57                 | Florian Lipowitz (GER) | 75e                |

| Cofidis COF | Cofidis COF           | Cofidis COF |
| ----------- | --------------------- | ----------- |
| Num         | Coureur               | Pos         |
| 61          | Ion Izagirre (ESP)    | 3e          |
| 62          | Thomas Champion (FRA) | AB-6        |
| 63          | Simon Geschke (GER)   | 87e         |
| 64          | José Herrada (ESP)    | 83e         |
| 65          | Jonathan Lastra (ESP) | 35e         |
| 66          | Rémy Rochas (FRA)     | 47e         |
| 67          | Harrison Wood (GBR)   | AB-3        |

| Team DSM DSM | Team DSM DSM             | Team DSM DSM |
| ------------ | ------------------------ | ------------ |
| Num          | Coureur                  | Pos          |
| 71           | Florian Stork (GER)      | 38e          |
| 72           | Romain Combaud (FRA)     | 100e         |
| 73           | Matthew Dinham (AUS)     | 84e          |
| 74           | Andreas Leknessund (NOR) | 26e          |
| 75           | Martijn Tusveld (NED)    | 70e          |
| 76           | Harm Vanhoucke (BEL)     | 57e          |
| 77           | Henri Vandenabeele (BEL) | AB-5         |

| EF Education-EasyPost EFE | EF Education-EasyPost EFE     | EF Education-EasyPost EFE |
| ------------------------- | ----------------------------- | ------------------------- |
| Num                       | Coureur                       | Pos                       |
| 81                        | Richard Carapaz (ECU) (route) | AB-5                      |
| 82                        | Andrey Amador (CRC)           | 80e                       |
| 83                        | Jonathan Caicedo (ECU)        | 77e                       |
| 84                        | Esteban Chaves (COL) (route)  | 12e                       |
| 85                        | Odd Christian Eiking (NOR)    | 46e                       |
| 86                        | Merhawi Kudus (ERI) (route)   | 68e                       |
| 87                        | Rigoberto Urán (COL)          | 18e                       |

| Groupama-FDJ GFC | Groupama-FDJ GFC         | Groupama-FDJ GFC |
| ---------------- | ------------------------ | ---------------- |
| Num              | Coureur                  | Pos              |
| 91               | David Gaudu (FRA)        | 4e               |
| 92               | Bruno Armirail (FRA)     | 61e              |
| 93               | Romain Grégoire (FRA)    | 50e              |
| 94               | Matthieu Ladagnous (FRA) | 97e              |
| 95               | Quentin Pacher (FRA)     | 37e              |
| 96               | Michael Storer (AUS)     | 44e              |
| 97               | Lars van den Berg (NED)  | HD-6             |

| Intermarché-Circus-Wanty ICW | Intermarché-Circus-Wanty ICW | Intermarché-Circus-Wanty ICW |
| ---------------------------- | ---------------------------- | ---------------------------- |
| Num                          | Coureur                      | Pos                          |
| 101                          | Rui Costa (POR)              | AB-6                         |
| 102                          | Lilian Calmejane (FRA)       | 62e                          |
| 103                          | Tom Paquot (BEL)             | AB-4                         |
| 104                          | Laurens Huys (BEL)           | 42e                          |
| 105                          | Dion Smith (NZL)             | 49e                          |
| 106                          | Rein Taaramäe (EST)          | 15e                          |
| 107                          | Georg Zimmermann (GER)       | 54e                          |

| Team Jayco AlUla JAY | Team Jayco AlUla JAY          | Team Jayco AlUla JAY |
| -------------------- | ----------------------------- | -------------------- |
| Num                  | Coureur                       | Pos                  |
| 111                  | Simon Yates (GBR)             | 9e                   |
| 112                  | Lawson Craddock (USA)         | 76e                  |
| 113                  | Eddie Dunbar (IRL)            | 72e                  |
| 114                  | Chris Harper (AUS)            | AB-6                 |
| 115                  | Christopher Juul Jensen (DEN) | 71e                  |
| 116                  | Jan Maas (NED)                | 89e                  |
| 117                  | Matteo Sobrero (ITA)          | 16e                  |

| Movistar Team MOV | Movistar Team MOV     | Movistar Team MOV |
| ----------------- | --------------------- | ----------------- |
| Num               | Coureur               | Pos               |
| 121               | Enric Mas (ESP)       | 5e                |
| 122               | Ruben Guerreiro (POR) | 23e               |
| 123               | Alex Aranburu (ESP)   | 36e               |
| 124               | Jorge Arcas (ESP)     | 86e               |
| 125               | Nélson Oliveira (POR) | 33e               |
| 126               | Gonzalo Serrano (ESP) | 79e               |
| 127               | Gorka Izagirre (ESP)  | 41e               |

| Soudal Quick-Step SOQ | Soudal Quick-Step SOQ | Soudal Quick-Step SOQ |
| --------------------- | --------------------- | --------------------- |
| Num                   | Coureur               | Pos                   |
| 131                   | Rémi Cavagna (FRA)    | 63e                   |
| 132                   | Andrea Bagioli (ITA)  | AB-6                  |
| 133                   | Dries Devenyns (BEL)  | AB-6                  |
| 134                   | James Knox (GBR)      | 8e                    |
| 135                   | Mauro Schmid (SUI)    | 11e                   |
| 136                   | Martin Svrček (SVK)   | AB-6                  |
| 137                   | Mattia Cattaneo (ITA) | 25e                   |

| Bahrain Victorious TBV | Bahrain Victorious TBV        | Bahrain Victorious TBV |
| ---------------------- | ----------------------------- | ---------------------- |
| Num                    | Coureur                       | Pos                    |
| 141                    | Mikel Landa (ESP)             | 2e                     |
| 142                    | Pello Bilbao (ESP)            | NP-2                   |
| 143                    | Yukiya Arashiro (JPN) (route) | AB-6                   |
| 144                    | Rainer Kepplinger (AUT)       | AB-6                   |
| 145                    | Hermann Pernsteiner (AUT)     | 28e                    |
| 146                    | Jasha Sütterlin (GER)         | AB-6                   |
| 147                    | Edoardo Zambanini (ITA)       | 67e                    |

| Trek-Segafredo TFS | Trek-Segafredo TFS            | Trek-Segafredo TFS |
| ------------------ | ----------------------------- | ------------------ |
| Num                | Coureur                       | Pos                |
| 151                | Tony Gallopin (FRA)           | 40e                |
| 152                | Jon Aberasturi (ESP)          | AB-6               |
| 153                | Amanuel Ghebreigzabhier (ERI) | 78e                |
| 154                | Mattias Skjelmose (DEN)       | 17e                |
| 155                | Bauke Mollema (NED)           | 43e                |
| 156                | Juan Pedro López (ESP)        | 24e                |
| 157                | Natnael Tesfatsion (ERI)      | AB-6               |

| Jumbo-Visma TJV | Jumbo-Visma TJV             | Jumbo-Visma TJV |
| --------------- | --------------------------- | --------------- |
| Num             | Coureur                     | Pos             |
| 161             | Jonas Vingegaard (DEN)      | 1er             |
| 162             | Rohan Dennis (AUS)          | AB-4            |
| 163             | Lennard Hofstede (NED)      | AB-6            |
| 164             | Steven Kruijswijk (NED)     | 32e             |
| 165             | Gijs Leemreize (NED)        | 82e             |
| 166             | Sam Oomen (NED)             | 29e             |
| 167             | Attila Valter (HUN) (route) | 13e             |

| UAE Team Emirates UAD | UAE Team Emirates UAD             | UAE Team Emirates UAD |
| --------------------- | --------------------------------- | --------------------- |
| Num                   | Coureur                           | Pos                   |
| 171                   | Brandon McNulty (USA)             | 7e                    |
| 172                   | Marc Hirschi (SUI)                | 39e                   |
| 173                   | Davide Formolo (ITA)              | AB-6                  |
| 174                   | Felix Großschartner (AUT) (route) | AB-6                  |
| 175                   | Michael Vink (NZL)                | 91e                   |
| 176                   | Marc Soler (ESP)                  | AB-2                  |
| 177                   | Domen Novak (SLO)                 | 98e                   |

| Burgos-BH BBH | Burgos-BH BBH              | Burgos-BH BBH |
| ------------- | -------------------------- | ------------- |
| Num           | Coureur                    | Pos           |
| 181           | Ander Okamika (ESP)        | 90e           |
| 182           | Andrés Camilo Ardila (COL) | AB-5          |
| 183           | Antonio Angulo (ESP)       | AB-6          |
| 184           | José Manuel Díaz (ESP)     | AB-6          |
| 185           | Jesús Ezquerra (ESP)       | NP-4          |
| 186           | Victor Langellotti (MON)   | 56e           |
| 187           | Daniel Navarro (ESP)       | AB-6          |

| Caja Rural-Seguros RGA CJR | Caja Rural-Seguros RGA CJR | Caja Rural-Seguros RGA CJR |
| -------------------------- | -------------------------- | -------------------------- |
| Num                        | Coureur                    | Pos                        |
| 191                        | Jokin Murguialday (ESP)    | AB-6                       |
| 192                        | Orluis Aular (VEN) (route) | NP-6                       |
| 193                        | Abel Balderstone (ESP)     | 66e                        |
| 194                        | Jon Barrenetxea (ESP)      | 99e                        |
| 195                        | Jefferson Cepeda (ECU)     | AB-6                       |
| 196                        | Joel Nicolau (ESP)         | 102e                       |
| 197                        | Eduard Prades (ESP)        | AB-5                       |

| Equipo Kern Pharma EKP | Equipo Kern Pharma EKP     | Equipo Kern Pharma EKP |
| ---------------------- | -------------------------- | ---------------------- |
| Num                    | Coureur                    | Pos                    |
| 201                    | Jordi López (ESP)          | 96e                    |
| 202                    | Jon Agirre (ESP)           | AB-6                   |
| 203                    | Igor Arrieta (ESP)         | 27e                    |
| 204                    | Giovanni Carboni (ITA)     | 74e                    |
| 205                    | Iñigo Elosegui (ESP)       | NP-6                   |
| 206                    | Carlos García Pierna (ESP) | HD-6                   |
| 207                    | Ibon Ruiz (ESP)            | 95e                    |

| Euskaltel-Euskadi EUS | Euskaltel-Euskadi EUS  | Euskaltel-Euskadi EUS |
| --------------------- | ---------------------- | --------------------- |
| Num                   | Coureur                | Pos                   |
| 211                   | Mikel Bizkarra (ESP)   | 21e                   |
| 212                   | Joan Bou (ESP)         | 85e                   |
| 213                   | Carlos Canal (ESP)     | AB-6                  |
| 214                   | Asier Etxeberria (ESP) | AB-6                  |
| 215                   | Unai Iribar (ESP)      | 64e                   |
| 216                   | Txomin Juaristi (ESP)  | 81e                   |
| 217                   | Gotzon Martín (ESP)    | 45e                   |

| TotalEnergies TEN | TotalEnergies TEN        | TotalEnergies TEN |
| ----------------- | ------------------------ | ----------------- |
| Num               | Coureur                  | Pos               |
| 221               | Víctor de la Parte (ESP) | 20e               |
| 222               | Mathieu Burgaudeau (FRA) | 53e               |
| 223               | Jérémy Cabot (FRA)       | 94e               |
| 224               | Steff Cras (BEL)         | AB-6              |
| 225               | Alan Jousseaume (FRA)    | 58e               |
| 226               | Pierre Latour (FRA)      | AB-6              |
| 227               | Alexis Vuillermoz (FRA)  | AB-2              |